# Puyo Puyo Tsu
Puyo Puyo Tsu (ぷよぷよ通?), anche noto come Puyo Puyo 2, è un videogioco rompicapo sviluppato da Compile e pubblicato da SEGA nel 1994. Seguito di Puyo Puyo, il videogioco arcade è stato convertito per numerose piattaforme tra cui Sega Mega Drive, Game Gear, Sega Saturn, MS-DOS, NEC PC-9801, TurboGrafx-16, PlayStation e Wii, oltre che per le console portatili Game Boy, Neo Geo Pocket Color, WonderSwan e Nintendo 3DS. Del gioco ne esiste una versione per quattro giocatori, distribuita per Super Nintendo Entertainment System, dal titolo Super Puyo Puyo Tsu (す〜ぱ〜ぷよぷよ通?). Puyo Puyo Tsu è incluso nella serie Sega Ages 2500 per PlayStation 2 ed è presente nella raccolta Sega 3D Classics Collection.